# Zwart vierkant
Zwart vierkant is het beroemdste en meest kenmerkende, suprematistische schilderij van de Russische avant-gardistische schilder Kazimir Malevitsj. 

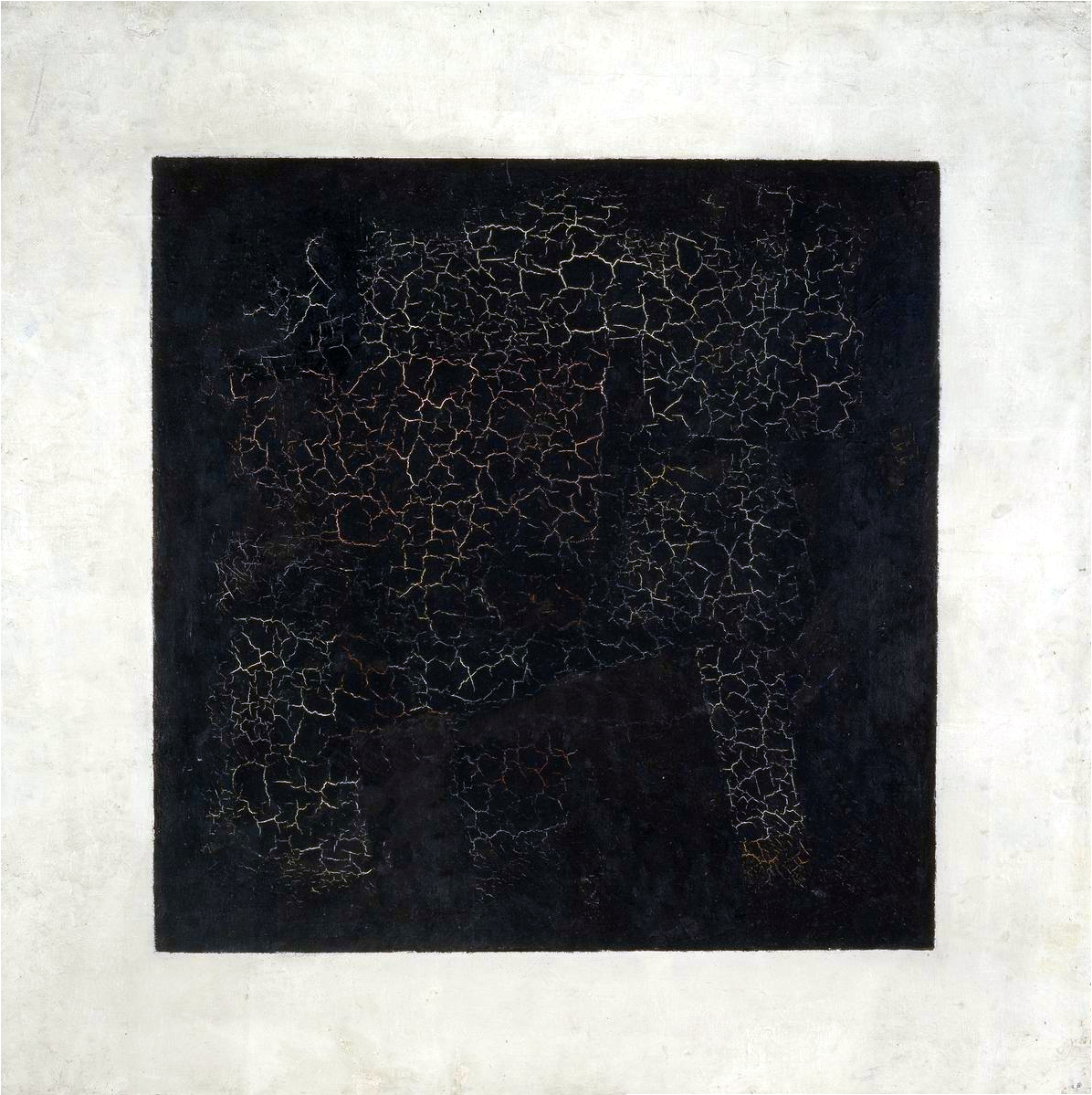
Zwart vierkant, versie 1915. 80x80 cm inclusief passe-partout.

## Tentoonstelling 1915
Dit schilderij werd voor het eerst getoond op de laatste futuristische schilderijententoonstelling 0.10 in Sint-Petersburg (toen Petrograd) in 1915. Het werk dateert waarschijnlijk al uit 1913. Malevitsj heeft zijn 'icoon van het suprematisme' pas willen openbaren op deze baanbrekende tentoonstelling. Het 'Zwart vierkant op witte ondergrond' was ook iconisch opgehangen te midden van totaal 29 suprematistische werken. 

In tegenstelling tot de 28 andere werken die recht aan de muur hingen, was Zwart Vierkant helemaal bovenaan in een hoek van de kamer geplaatst. Deze manier van ophangen is hetzelfde als de wijze waarop bij het gelovige Russische gezin christelijke iconen zijn opgehangen in de ‘gouden hoek’ van de kamer. Zo wilde Malevitsj iets goddelijks en verhevens laten zien. Aan de andere kant was het wel door een mensenhand gemaakt; de schilder wilde dat de golflijntjes en de rafelrandjes van de zijden van het vierkant zichtbaar bleven.

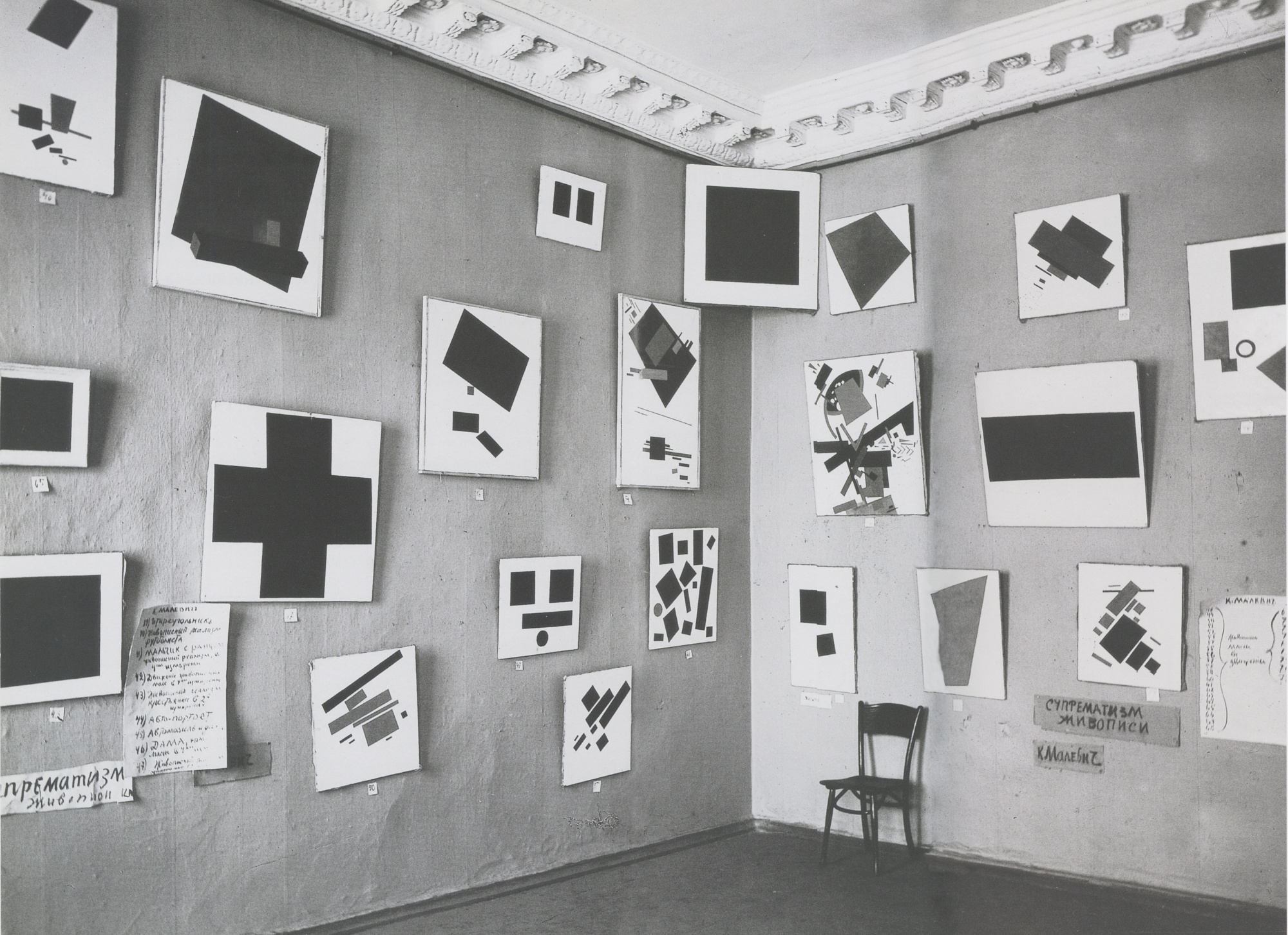
De tentoonstelling in Petrograd, 1915. Zwart Vierkant hangt in de 'gouden hoek'.

Malevitsj vond dat hij met het werk 'het gelaat van God' had afgebeeld. Hij noemde dit, ook later nog, zijn belangrijkste werk. Het Zwart vierkant weerspiegelt 'het absolute nulpunt in de kunst'. 
Voor hemzelf bleef het vierkant ook een raadsel dat nooit helemaal werd opgelost. Hij trekt de uiterste consequenties uit het kubisme. 

## Het schilderij in zijn tijd
Wat de kunstenaars uit die tijd met elkaar gemeen hebben is dat zij laten zien hoe zij, als reactie op het impressionisme en expressionisme, op zoek zijn naar bevrijding van de natuur en van academische tradities. Zij wilden de beelden die zij gebruiken een nieuwe zelfstandige betekenis geven. 
Malevitsj bereikte via het fauvisme en het kubisme een vorm van volledige abstractie, die suprematie (oppermacht) werd genoemd.
Er is een belangrijke relatie tussen het Suprematisme en het Russisch futurisme. Het laatste speelde zich vooral af in literatuur, dichtkunst en theater na publicatie in 1912 van het Russisch Futuristisch Manifest. Er waren nauwe banden tussen de futuristen en de suprematisten. Malevitsj was echter de initiator en enige auteur van het suprematistische manifest in 1915. Daarin formuleerde hij als doel van de kunst, het scheppen van een nieuwe werkelijkheid, die geen enkele relatie heeft met de natuur, noch de dingen om ons heen. Malevitsj beweert daarbij dat de hoogste kunst ontstaat in afwezigheid van het verstand.

## Vier replica's
Van dit schilderij bestaan vier replica's. Hoewel deze op verschillende momenten zijn ontstaan staat op elk van de schilderijen het jaartal 1913; kennelijk vond Malevitsj het moment van ontstaan van het idee belangrijker dan het moment van schilderen.
- Het eerste schilderij (79,5 × 79,5 cm inclusief passpartout, Tretjakovgalerij, Moskou), 1915, werd voor het eerst getoond op de laatste futuristische schilderijententoonstelling 0.10 in Sint-Petersburg. Het werd geschilderd over een andere suprematistische voorstelling heen, die nog niet droog was. Dat schilderij mocht van Malevich verdwijnen.[6] Hierdoor ontstonden craquelé-effecten, waardoor het schilderij, volgens Malevitsj, verminkt werd. 
Dit schilderij was in Nederland te zien op de tentoonstelling Kazimir Malevich en de Russische avant-garde van 19 oktober 2013 t/m 2 februari 2014 in het Stedelijk Museum in Amsterdam.
- Het tweede schilderij (106,2 × 106,2 cm, Russisch Museum, Sint-Petersburg), 1923, werd vervaardigd voor de Biënnale van Venetië. Hier werden ook de Zwarte Cirkel en het Zwart Kruis getoond.
- De derde variant (85 × 85 cm, Tretjakovgalerij, Moskou), 1929, werd gemaakt voor zijn persoonlijke tentoonstelling in de Tretjakovgalerij. Naar verluidt werd het schilderij direct 'op zaal' vervaardigd.
- De vierde variant (53,5 × 53,5 cm, Hermitage, Sint-Petersburg), 1932, werd vervaardigd voor de tentoonstelling Kunstenaars gedurende 15 jaar RSFSR[7]. Het formaat van dit schilderij is even groot als het Rood Vierkant uit 1913. 
Dit schilderij was in Nederland te zien op de tentoonstelling Matisse tot Malevich – Pioniers van de moderne kunst uit de Hermitage van 6 maart t/m 17 september 2010[8] in de Hermitage in Amsterdam.

## Invloed
Het schilderij heeft veel invloed gehad op de beeldende kunst, design en popcultuur.
Onder andere zijn er platenhoezen van popmuzikanten naar het schilderij gevormd, zoals Unknown Pleasures van Joy Division, The Black Album van Prince; The Black Album van Jay Z. De cover van The Next Day van David Bowie is een variant op de cover van "Heroes", met  in het midden een wit vierkant. Bowie zelf zei hierover dat het een witte ode was aan 'het grootse zwarte vierkant'. 
In de speelfilm Star Trek: First Contact komt een reusachtig zwart vierkant voor dat, uiteindelijk uit elkaar spat. 

## Verborgen bericht
In 2015 ontdekten de onderzoekers Ekatarina Voronina, Irina Roestamov en Irina Waqar van de Tretjakovgalerij aan de hand van een röntgenscan dat onder "Zwart Vierkant" (eerste variant, 1915) een verborgen bericht is aangebracht. Het bleek om gekleurde letters te gaan die in verschillende geometrische vormen zijn getekend. De onderzoekers hebben het Russische woord "Битва" (bietva, gevecht) gevonden, een tweede woord bevat de Russische letter н aan het begin en op het eind de letters ов. Er ontbreken nog drie letters, maar alles wijst erop dat hiermee het woord "негров" (njegrov, negers) wordt bedoeld. De onderzoekers vermoeden dat de kunstenaar heeft willen verwijzen naar het werk van de Franse schrijver Alphonse Allais genaamd Combat de Nègres dans une cave pendant la nuit (Negergevecht in een kelder tijdens de nacht) uit 1897, waarop het schilderij is gebaseerd.